# Буняк Володимир Сергійович
Володимир Сергійович Буняк (нар. 10 квітня 1958) — радянський український футболіст, захисник.

## Життєпис
Футболом розпочав займатися у ДЮСШ (Здолбунів), перший тренер — Я. Гайдучик. Дорослу футбольну кар'єру розпочав у другій лізі в 1976 році за «Авангард» (Рівне). У 1977-1981 роках грав у другій лізі за львівський СКА, а в 1982-1989 роках у першій лізі — після об'єднання з «Карпатами» — за «СКА-Карпати». Провів за львівський клуб в першості 436 поєдинків, відзначився 14 голами. Завершив кар'єру 1990 року в команді другої ліги СФК «Дрогобич».